# アルド・モーロ
アルド・ロメオ・ルイージ・モーロ（イタリア語: Aldo Romeo Luigi Moro, 1916年9月23日 - 1978年5月9日）は、イタリアの政治家で、キリスト教民主党の主要なメンバーだった。1963年12月から1968年6月までと1974年11月から1976年7月までイタリアの首相を務めた。
また、1969年5月から1972年7月までと1973年7月から1974年11月まで外務大臣を務め、外務大臣に在職中、彼は親アラブ政策を実施した。さらに、彼は1950年代に法務大臣と文部大臣に任命された。1959年3月から1964年1月まで、モーロはキリスト教民主主義の書記長を務めた。1978年3月16日、彼は極左のテロリスト集団、赤い旅団に誘拐され、55日間の監禁の後に殺害された。
彼はイタリアで戦後最も長く首相を務めた一人であり、6年以上国を率いていた。
日本の新聞や出版物では通常「モロ」と表記されるが、原語に近い発音は「モーロ」である。

## プロフィール

### 政界
イタリアのレッチェ県マーリエ出身。キリスト教民主党党員となり、第二次世界大戦後にイタリアが共和制国家になって初めて行われた1946年の選挙で国会議員に初当選した。

### 首相
その後1959年にキリスト教民主主義書記長に就任したほか、数度に渡り閣僚を務めるなど要職を歴任した。さらに1963年から1968年と、1974年から1976年の2回にわたり首相を務めた。在職中は数度に渡りソビエト連邦などの共産圏への食肉などの輸出などにからめた汚職が噂された。

### 殺害

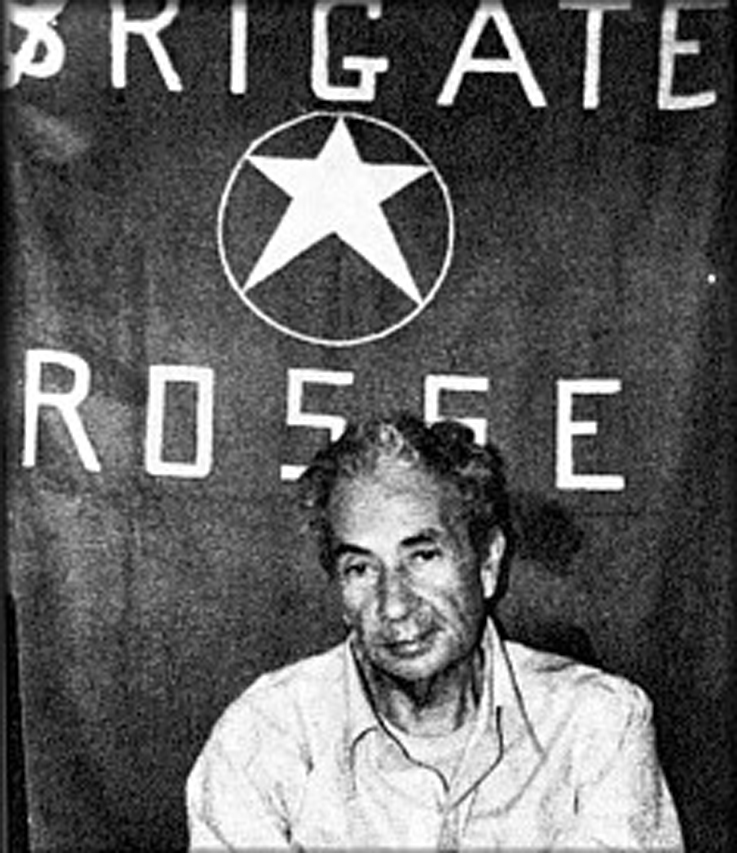
監禁時のモーロ

1978年3月16日に、ローマの自宅から車で下院に向かう途中、市内中心部のマリオ・ファーニ通りで2台の車で乗り付けた極左テロリスト集団の赤い旅団に誘拐された。この時、5人のボディガードがいたがすべて射殺されている。
ローマ教皇パウロ6世やイタリア政界上層部と、赤い旅団との間で解放に向けた交渉が行われたものの、モーロと当時対立関係にあったジュリオ・アンドレオッティ首相率いる当時の内閣が、赤い旅団からの逮捕者の釈放要求を拒否したためモーロは殺害され、5月9日にローマ市内に停めたルノー・4の荷台の中で死体となって発見された。モーロは10発の弾丸を撃ち込まれていた。当局によれば、殺害の実行犯はマリオ・モレッティだとされている。
モーロは、「赤い旅団」に監禁されていた時に書かされた手紙で「アンドレオッティは悪事を行うために生まれてきた男」と指摘した。

### 事件後
カルロ・アルベルト・ダッラ・キエーザ将軍率いる対テロリズム対策情報機関が辣腕をふるったこともあり、赤い旅団のメンバーはその後大半が逮捕されて裁判にかけられた。

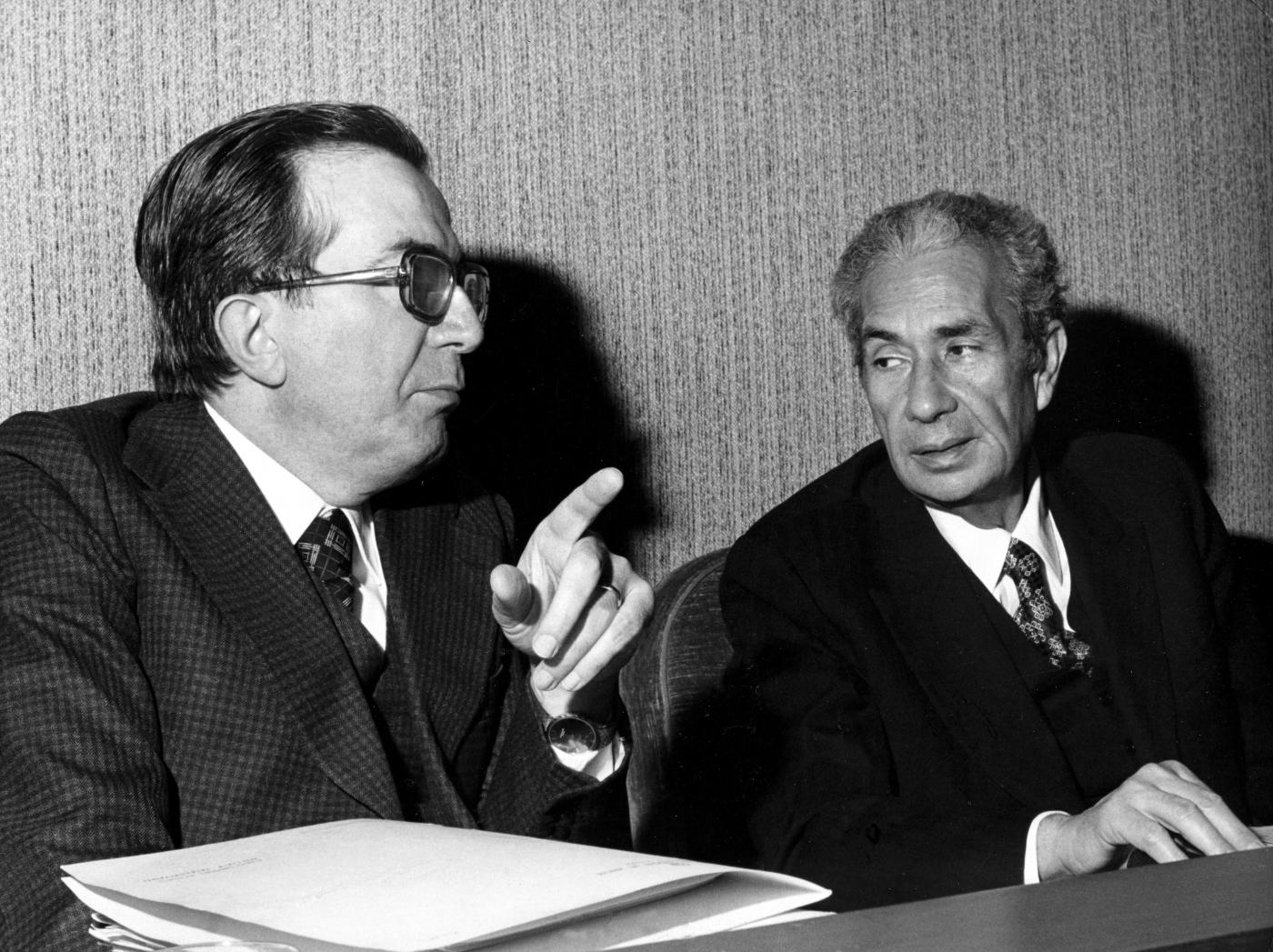
モーロ（右）とアンドレオッティ

モーロ殺害の実行犯とされるモレッティは終身刑の判決を受けたが、1998年には仮釈放された。

### アンドレオッティの関与
なお、事件後にジュリオ・アンドレオッティによる暗殺事件への関与を暴こうとした雑誌編集者で、元フリーメイソンで破門後も秘密結社として活動を続けていたロッジP2のメンバーのカルミーネ・"ミーノ"・ペコレッリ（Carmine "Mino" Pecorelli）の殺害（1979年3月20日）を、アンドレオッティ自らが知り合いのマフィアに依頼したとして、2002年11月に一度は殺人罪で懲役24年の有罪判決を受けたものの、翌年の10月には逆転無罪の判決が出た。

## 関連作品
ノンフィクション
- ロバート・カッツ『首相暗殺―赤い旅団のテロルと闘った男の壮絶な日々』（リック・タナカ訳、集英社、1989年）

映画
- 首相暗殺（1986年、ジュゼッペ・フェラーラ監督） - 上記ノンフィクションが原作。モーロ役のジャン・マリア・ヴォロンテが第37回ベルリン国際映画祭で銀熊賞受賞。
- 夜よ、こんにちは（2003年、マルコ・ベロッキオ監督）
- フォンターナ広場 イタリアの陰謀（2012年、マルコ・トゥリオ・ジョルダーナ監督）
- 夜の外側 イタリアを震撼させた55日間（2022年、マルコ・ベロッキオ監督） - イタリア映画祭2023では『夜のロケーション』の邦題で上映[5]。